# Drnovo
Drnovo – wieś w Słowenii, w gminie Krško. W 2018 roku liczyła 448 mieszkańców.